# Malteserhjälpen
Malteserhjälpen, formellt Nordiska Malteserhjälpen, är en ideell katolsk hjälporganisation upprättad 2004, vilken tidigare hade ett nära samband med Suveräna Malteserordens skandinaviska association. Enligt föreningen är dess syfte att hjälpa "svaga och sjuka samt försvara tron". Ordförande är sedan 2016 Ilona von Stryk-Aulin. Ordförande 2015–2016 var förbundsjuristen Carl Falck. 2004–2015 var HH prins Max von und zu Liechtenstein ordförande.
Föreningen har nära hundra medlemmar som bedriver konkret hjälpverksamhet, dels gentemot äldre, dels gentemot handikappade. Föreningen tar enbart emot medlemmar genom personlig inbjudan eller rekommendation från en medlem. Förutom de tidigare nämnda uppgifterna deltog tidigare Nordiska Malteserhjälpen i Malteserorden årliga pilgrimsresa till Lourdes, Frankrike.

## Syfte och ändamål
Enligt Nordiska malteserhjälpens webbplats är deras ändamål att:
- befrämja humanitär verksamhet,
- undervisa i medmänsklighet och barmhärtighet,
- idka välgörenhet till förmån för hjälpbehövande, svaga och sjuka,
- samt arbeta till försvar av den heliga romersk katolska tron.

## Verksamhet
Nordiska Malteserhjälpen deltar i olika projekt för att hjälpa sjuka och ensamma människor. Bland annat besöker medlemmarna boende på Josephinahemmet i Stockholm. Dessutom agerar medlemmarna kontaktpersoner åt ensamma äldre.